# Nowy Zglechów
Nowy Zglechów – wieś solecka w Polsce położona w województwie mazowieckim, w powiecie mińskim, w gminie Siennica.
W latach 1954–1961 wieś należała i była siedzibą władz gromady Nowy Zglechów, po jej zniesieniu w gromadzie Siennica. W latach 1975–1998 miejscowość administracyjnie należała do województwa siedleckiego.
Wierni Kościoła rzymskokatolickiego należą do parafii św. Stanisława Biskupa Męczennika w Siennicy.